# Commando épouvante
Commando épouvante est le 100e roman de la série Bob Morane écrit par Henri Vernes et publié en 1970 par les éditions Gérard et Cie dans la collection Pocket Marabout, numéro 85. Adapté en bande dessinée par William Vance.

## Résumé
Bob Morane trouve la mort en compagnie de miss Ylang-Ylang qui lui avoue ses sentiments. Peu avant, Bill Ballantine avait été saigné à blanc par des vampires géants. Mais tout cela n'était qu'une simulation de la CIA en vue de préparer une expédition au Brésil pour retrouver un mystérieux « cône ».

## Adaptation sous forme d'un disque d'aventure
En 1960, Jean Maurel adapte Commando épouvante pour les éditions Musidisc, sous le titre Bob Morane et le Brouillard Doré.[réf. nécessaire]